# Incestophantes frigidus
Incestophantes frigidus es una especie de araña araneomorfa del género Incestophantes, familia Linyphiidae. Fue descrita científicamente por Simon en 1884.
Se distribuye por Europa. El cuerpo de esta especie mide aproximadamente 2,2-3 milímetros de longitud. Se ha encontrado a altitudes de 2000-2900 metros.